# Passiflora tiliifolia
Passiflora tiliifolia L. – gatunek rośliny z rodziny męczennicowatych (Passifloraceae Juss. ex Kunth in Humb.). Występuje endemicznie w Peru, Ekwadorze i Kolumbii. 

## Morfologia
PokrójZdrewniałe, trwałe, nagie liany.
LiścieOwalne, sercowate u podstawy. Mają 15–19 cm długości oraz 8–19 cm szerokości. Całobrzegie lub ząbkowane, ze spiczastym wierzchołkiem. Ogonek liściowy jest owłosiony i ma długość 10–30 mm. Przylistki są podłużne lub owalne o długości 15 mm.
KwiatyPojedyncze. Działki kielicha są podłużne, mają 2 cm długości. Płatki są podłużne, mają 1,5–2 cm długości. Przykoronek ułożony jest w 3–4 rzędach, ma 2–20 mm długości.
OwoceMają owalny kształt. Mają 7–8 cm długości i 5 cm średnicy. Mają zieloną barwę.